# Distretto di Xiuzhou
Il distretto di Xiuzhou (秀洲区S) è un distretto della Cina, situato nella provincia dello Zhejiang.